# Venturka
Venturka je samota, součást města Nový Bydžov, nalézající se na úbočí vrchu Chlum asi 2,9 km východně od centra města. Samota sestává z jednoho domu čp. 1011, který se nachází v ulici Samota Venturka. U samoty se nalézá jedna z deseti informačních tabulí zdejší naučné stezky Les Chlum a okolí s popisem její historie. 

## Historie
Na místě samoty byl původně ovocný sad, jehož majitelkou byla Dorota Venturová z Nového Bydžova a která zde v sadě zřídila boudu pro hlídače sadu. Dorota Venturová zemřela v roce 1875 a její syn Hynek Ventura si zde poté postavil vilu, ale zemřel již roku 1888. 
V roce 1889 zřídil okrašlovací spolek z Nového Bydžova u Venturky lavičky pro výletníky a hostinský z nedaleké obce Prasek zde prodával pivo a občerstvení. V roce 1905 koupilo vilu v soudní dražbě město Nový Bydžov a zřídilo v ní hostinec. Hostinec však neprosperoval a v roce 1945 se dostal do soukromých rukou a začal chátrat. V roce 2023 měla budova rozpadlou střechu.

## Galerie

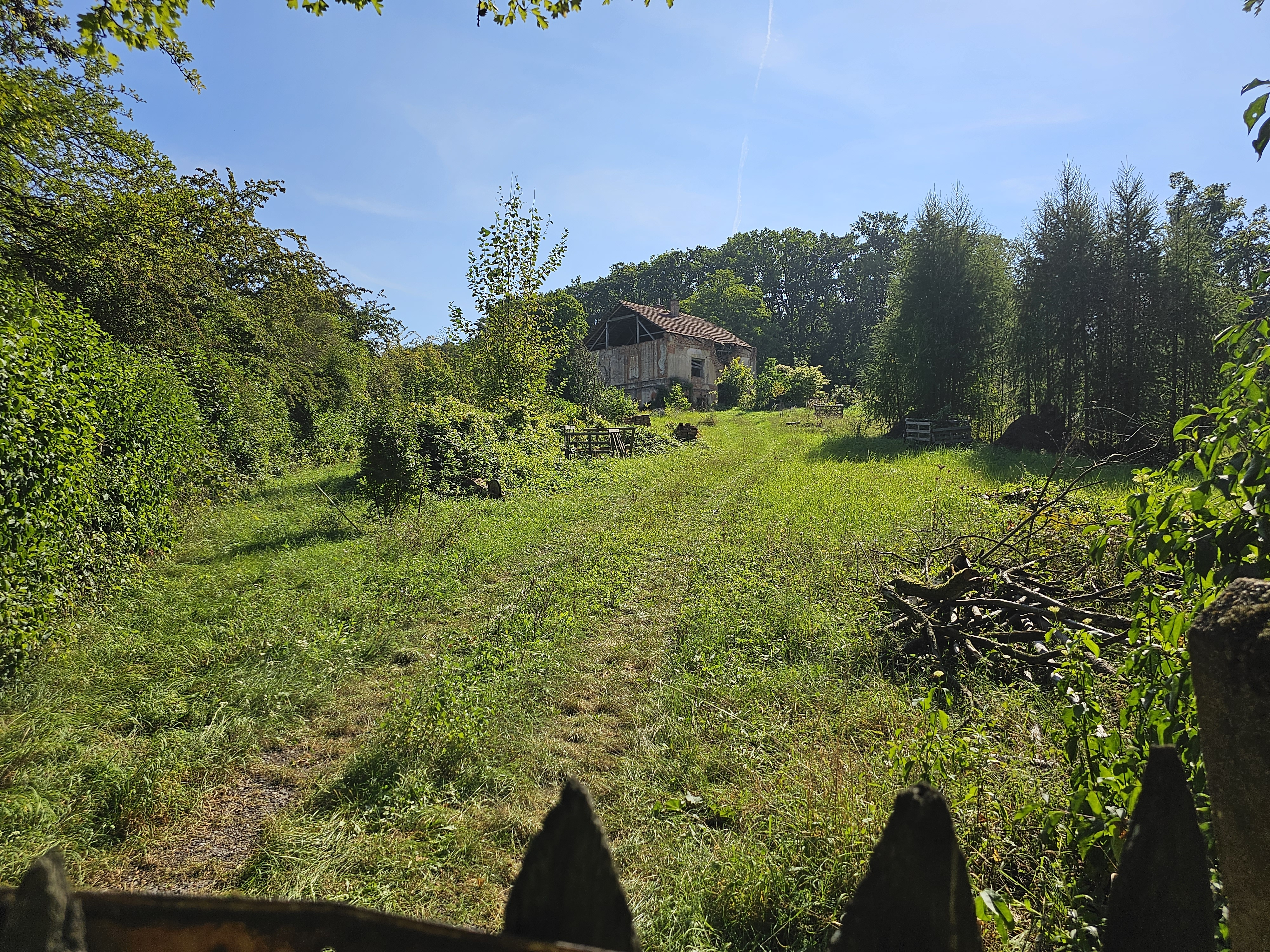
pohled na rozpadající se budovu samoty Venturka
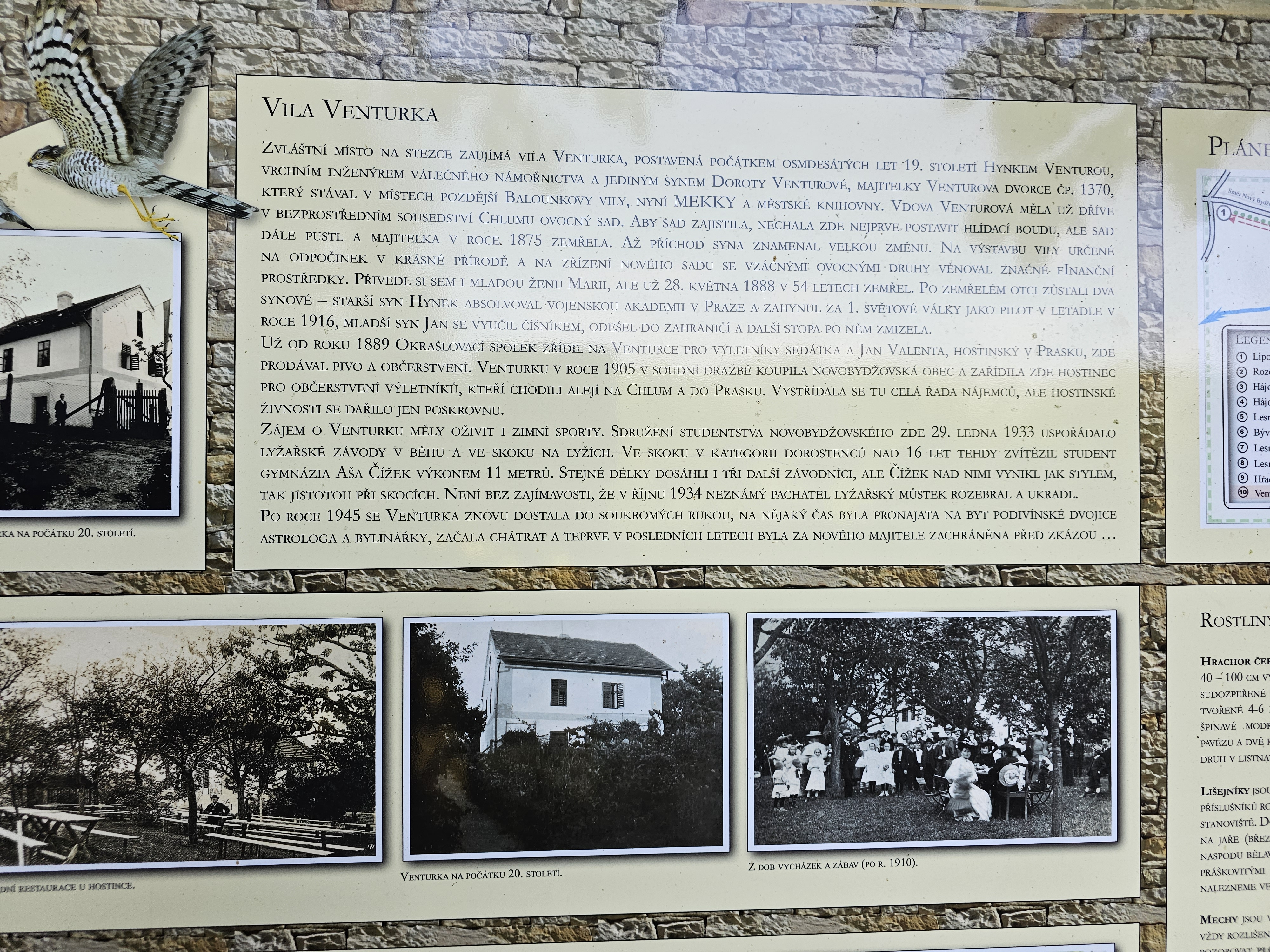
informace o historii samoty Venturka